# Shadia Simmons
Shadia Simmons (née le 28 juin 1986 à Toronto, Ontario, Canada) est une actrice canadienne qui a notamment joué dans la série télévisée Derek (Life with Derek) diffusée sur France 2 et Disney Channel.
Elle a commencé sa carrière à l'âge de 8 ans dans le film Moonlight and Valentino. Elle y jouait le rôle de Jenny Morrow, fille du personnage incarné par Whoopi Goldberg.